# Thomas Burn
Thomas Christopher Burn (ur. 29 listopada 1888 w Spittal, zm. 23 lipca 1976 w  Kapsztadzie) – angielski piłkarz amator, złoty medalista letnich igrzysk olimpijskich w Sztokholmie. Zagrał we wszystkich trzech meczach.